# Bandar Lengeh
Bandar-e Lengeh (farsi بندر لنگه) è il capoluogo dello shahrestān di Bandar Lengeh, circoscrizione Centrale, nella provincia di Hormozgan. È un porto che si affaccia sul Golfo Persico, dista 190 km da Bandar Abbas. Ha un clima caldo umido, tipico delle città costiere dell'Iran meridionale. Aveva, nel 2006, una popolazione di 25.303 abitanti.